# Diocesi di Yagoua
La diocesi di Yagoua (in latino Dioecesis Yaguana) è una sede della Chiesa cattolica in Camerun suffraganea dell'arcidiocesi di Garoua. Nel 2022 contava 130.354 battezzati su 2.188.375 abitanti. È retta dal vescovo Barthélemy Yaouda Hourgo.

## Territorio
La diocesi comprende i dipartimenti di Logone e Chari, Mayo-Danay e Mayo-Kani nella regione dell'Estremo Nord in Camerun.
Sede vescovile è la città di Yagoua, dove si trova la cattedrale di Sant'Anna.
Il territorio è suddiviso in 30 parrocchie.

## Storia
La prefettura apostolica di Yagoua fu eretta l'11 marzo 1968 con la bolla Firma spe di papa Paolo VI, ricavandone il territorio dalla diocesi di Garoua (oggi arcidiocesi).
Il 29 gennaio 1973 la prefettura apostolica è stata elevata a diocesi con la bolla Ut apostolicum dello stesso papa Paolo VI.
Originariamente suffraganea dell'arcidiocesi di Yaoundé, il 18 marzo 1982 è entrata a far parte della provincia ecclesiastica di Garoua.

## Cronotassi dei vescovi
Si omettono i periodi di sede vacante non superiori ai 2 anni o non storicamente accertati.
- Louis Charpenet, O.M.I. † (11 marzo 1968 - 5 dicembre 1977 deceduto)
  - Sede vacante (1977-1979)
- Christian Wiyghan Tumi † (6 dicembre 1979 - 19 novembre 1982 nominato arcivescovo coadiutore di Garoua)
- Antoine Ntalou (19 novembre 1982 - 23 gennaio 1992 nominato arcivescovo di Garoua)
- Immanuel Bushu  (17 dicembre 1992 - 30 novembre 2006 nominato vescovo di Buéa)
- Barthélemy Yaouda Hourgo, dal 31 maggio 2008

## Statistiche
La diocesi nel 2022 su una popolazione di 2.188.375 persone contava 130.354 battezzati, corrispondenti al 6,0% del totale.
| anno | popolazione | popolazione | popolazione | presbiteri | presbiteri | presbiteri | presbiteri                | diaconi | religiosi | religiosi | parrocchie |
| anno | battezzati  | totale      | %           | numero     | secolari   | regolari   | battezzati per presbitero | diaconi | uomini    | donne     | parrocchie |
| ---- | ----------- | ----------- | ----------- | ---------- | ---------- | ---------- | ------------------------- | ------- | --------- | --------- | ---------- |
| 1970 | 6.108       | 409.399     | 1,5         | 27         | 2          | 25         | 226                       |         | 28        | 30        | 44         |
| 1980 | 12.138      | 442.000     | 2,7         | 27         | 4          | 23         | 449                       | 4       | 24        | 53        | 22         |
| 1990 | 27.921      | 720.000     | 3,9         | 35         | 9          | 26         | 797                       | 4       | 32        | 62        | 23         |
| 1999 | 50.932      | 862.918     | 5,9         | 28         | 11         | 17         | 1.819                     | 3       | 20        | 57        | 22         |
| 2000 | 55.553      | 775.153     | 7,2         | 29         | 14         | 15         | 1.915                     | 3       | 18        | 70        | 21         |
| 2001 | 60.346      | 1.057.612   | 5,7         | 29         | 12         | 17         | 2.080                     | 3       | 20        | 63        | 23         |
| 2002 | 69.336      | 1.234.862   | 5,6         | 27         | 11         | 16         | 2.568                     | 3       | 20        | 73        | 20         |
| 2003 | 69.836      | 1.234.862   | 5,7         | 26         | 10         | 16         | 2.686                     | 3       | 20        | 76        | 23         |
| 2004 | 72.846      | 1.234.862   | 5,9         | 47         | 22         | 25         | 1.549                     | 3       | 28        | 79        | 23         |
| 2010 | 96.847      | 1.377.000   | 7,0         | 45         | 31         | 14         | 2.152                     | 2       | 19        | 70        | 23         |
| 2014 | 159.000     | 1.519.000   | 10,5        | 40         | 27         | 13         | 3.975                     | 2       | 18        | 62        | 24         |
| 2017 | 171.000     | 1.632.000   | 10,5        | 47         | 35         | 12         | 3.638                     | 2       | 14        | 51        | 27         |
| 2020 | 179.000     | 1.751.600   | 10,2        | 62         | 50         | 12         | 2.887                     | 2       | 14        | 51        | 27         |
| 2022 | 130.354     | 2.188.375   | 6,0         | 57         | 38         | 19         | 2.286                     |         | 25        | 46        | 30         |